# La Mascotte du régiment
Pour plus de détails, voir Fiche technique et Distribution.
La Mascotte du régiment (Wee Willie Winkie) est un film américain réalisé par John Ford, sorti en 1937.

## Synopsis
Orpheline de son père, la petite Priscillia Williams (Shirley Temple) arrive aux Indes accompagnée de sa mère (June Lang) pour y rejoindre son grand-père (C. Aubrey Smith), colonel de l'armée britannique.
À leur arrivée, elles sont témoins de la capture par les Anglais de Khoda Khan (César Romero), rebelle à l'autorité britannique, qui tentait de se procurer des armes.
La fillette est fascinée par l'aura de mystère, de courage et de noblesse du captif. Elle est fascinée plus encore par la vie militaire.
Tandis que sa mère sent renaître l'amour auprès d'un jeune et fougueux officier, quelque peu indiscipliné, Priscillia, rebaptisée Willie Winkie, est prise en main par le sergent McDuff (Victor McLaglen) qui a tôt fait de lui procurer un uniforme à sa taille. Armée d'un fusil de bois, elle participe aux marches de la troupe qu'elle termine, endormie de fatigue, dans les bras du brave sergent.
Les rebelles ne tardent pas à utiliser, à son insu, l'affection de la fillette pour leur chef afin de favoriser son évasion.
Au cours d'une escarmouche, le sergent McDuff est mortellement blessé. Bouleversée, la petite fille pressent de nouveaux malheurs quand son grand-père le colonel décide de donner l'assaut aux positions des rebelles.
L'apprentie-soldat "Willie Winkie" part alors seule dans les montagnes pour parler à Khoda Khan et parviendra à empêcher de nouvelles tensions.

## Fiche technique
- Titre : La Mascotte du régiment
- Titre original : Wee Willie Winkie
- Réalisation : John Ford
- Scénario : Julien Josephson et Ernest Pascal d'après une nouvelle de Rudyard Kipling
- Production : Darryl F. Zanuck et Gene Markey producteur associé
- Société de production : Twentieth Century Fox
- Musique : Alfred Newman et Louis Silvers
- Photographie : Arthur C. Miller
- Montage : Walter Thompson
- Direction artistique : William S. Darling et David S. Hall
- Décors : Thomas Little
- Costumes : Gwen Wakeling et Sam Benson
- Pays d'origine : États-Unis
- Format : Noir et blanc - Son : Mono (Western Electric Noiseless Recording)
- Genre : Film d'aventure
- Durée : 100 minutes
- Dates de sortie :
  - États-Unis : 25 juin 1937 (première à Los Angeles)
  - États-Unis :30 juillet 1937 (sortie nationale)
  - France : 22 septembre 1937
- Affiche : Joseph Koutachy (France)

## Distribution
- Shirley Temple : Priscilla 'Winkie' Williams
- Victor McLaglen : Sergent Donald MacDuff
- C. Aubrey Smith : Colonel Williams
- June Lang : Joyce Williams
- Michael Whalen : Lieutenant 'Coppy' Brandes
- Cesar Romero : Khoda Khan
- Constance Collier : Mme Allardyce
- Douglas Scott : Mott
- Gavin Muir : Capitaine Bibberbeigh
- Willie Fung : Mohammaudin
- Brandon Hurst : Bagby
- Lionel Pape : Major Allardyce
- Clyde Cook : Pipe Major Sneath
- Bunny Beatty : Mlle Elsie Allardyce
- Lionel Braham : Major Gen. Hammond
- George Hassell : Major MacMonachie
- Mary Forbes : Mme MacMonachie
- Cyril McLaglen : Tummel

Acteurs non crédités
- Noble Johnson : Policier Sikh
- Lal Chand Mehra : Serviteur
- Pat Somerset : Officier
- Hector Sarno : Conducteur

## Autour du film
- Ayant grandi, Shirley Temple sera de nouveau dirigée par John Ford dans Le Massacre de Fort Apache, aux côtés de son époux John Agar, de Victor McLaglen, d'Henry Fonda et de John Wayne[1].